# Élections législatives grecques de janvier 2015
Pour les articles homonymes, voir Élections législatives grecques de 2015.
Des élections législatives anticipées ont lieu en Grèce le 25 janvier 2015 après l'échec, lors du 3e tour de l'élection présidentielle anticipée de 2014, à élire un nouveau président de la République. Le Premier ministre Antónis Samarás annonce la dissolution du Parlement le 29 décembre 2014 et la convocation d'élections législatives anticipées le 25 janvier 2015.
SYRIZA, le mouvement de la gauche radicale, remporte une victoire historique. Manquant de peu d'obtenir une majorité absolue des sièges, il annonce la formation d'un gouvernement de coalition « anti-austérité » avec le parti des Grecs indépendants (droite souverainiste). Aléxis Tsípras prête serment comme Premier ministre de Grèce le 26 janvier.

## Contexte

### Élections législatives de 2012
En mai 2012, des élections législatives anticipées furent organisées, conformément à l'accord signé entre le Mouvement socialiste panhellénique (PASOK), la Nouvelle Démocratie (ND) et l'Alerte populaire orthodoxe (LAOS) lors de la formation d'un « gouvernement d'union nationale » entre ces trois partis. Néanmoins, la déroute du PASOK, conjuguée au mauvais résultat de la ND et à la perte du LAOS de tous ses élus, ne permit pas la reconduite du gouvernement sortant. De nouvelles élections législatives furent donc organisées en juin 2012, à la suite desquelles la ND, le PASOK et la Gauche démocrate (DIMAR) (issue de l'aile droite de SYRIZA) formèrent le gouvernement Samarás. Un an plus tard, lorsque le Premier ministre Antónis Samarás décida de la fermeture de la Radio Télévision grecque, la DIMAR, opposée à cette décision, quitta le gouvernement.

### Élection présidentielle anticipée
Alors que le gouvernement n'a plus que le soutien de 155 députés, et qu'il faut une majorité de 200 députés pour élire le président, sous peine de dissolution, le gouvernement avance de 2 mois l'élection présidentielle. Dès l'annonce de cette élection anticipée du président, la Bourse d'Athènes chute massivement, anticipant un échec qui entraînerait des élections législatives anticipées,.
Le 21 décembre lors d'une allocution télévisée, le Premier ministre Antónis Samarás a déclaré : « C’est un devoir national d’élire le Président, et le sens commun nous commande d’achever les négociations avec les créanciers ». Il propose ensuite de « trouver le moment approprié pour des élections législatives, y compris fin 2015, alors que celles-ci doivent normalement se dérouler en juin 2016 » en échange d'un vote favorable pour le candidat soutenu par la coalition gouvernementale, Stavros Dimas.
Les partis d'opposition et en particulier SYRIZA rejettent ce marchandage et indique que « Par-dessus tout il craint le jugement du peuple, mais il ne pourra pas l'éviter »,.

### Composition du parlement sortant
| Parti            | Parti                                      | Nb de sièges | Nb de sièges | Nb de sièges  |
| Parti            | Parti                                      | 2012         | Dissolution  | +/-           |
| ---------------- | ------------------------------------------ | ------------ | ------------ | ------------- |
| Partis officiels |                                            |              |              |               |
|                  | Nouvelle Démocratie (ND)                   | 129          | 127          | -2            |
|                  | Coalition de la gauche radicale (SYRIZA)   | 71           | 71           | en stagnation |
|                  | Mouvement socialiste panhellénique (PASOK) | 33           | 28           | -5            |
|                  | Grecs indépendants (Anel)                  | 20           | 12           | -8            |
|                  | Aube dorée (XA)                            | 18           | 16           | -2            |
|                  | Gauche démocrate (DIMAR)                   | 17           | 9            | -8            |
|                  | Parti communiste de Grèce (KKE)            | 12           | 12           | en stagnation |
|                  | Députés démocratiques indépendants (el)    | 0            | 17           | 17            |
|                  | Non-inscrits                               | 0            | 8            | 8             |

## Mode de scrutin
Les 300 députés du Parlement grec sont élus via un mode de scrutin mixte pour une durée de quatre ans : 50 sièges sont attribués au parti ayant obtenu le plus de voix, et les 250 sièges restants sont répartis à la représentation proportionnelle entre tous les partis ayant obtenu au moins 3 % des suffrages exprimés.
L'enjeu est donc pour le parti arrivé premier d'obtenir 151 députés, soit la majorité absolue. Vu l'importance de la prime majoritaire (16,7 % des sièges), un parti n'a besoin que de 40,4 % des suffrages exprimés, au plus, pour obtenir une majorité absolue de sièges au Parlement,.
Le pays est divisé en 56 circonscriptions avec un nombre de sièges variant de 1 à 44, en fonction du nombre de citoyens de chaque circonscription. 12 députés sont en outre élus sur une liste nationale.
Il est à noter que les électeurs, dans les circonscriptions comportant plus d'un siège, ont la possibilité de marquer des croix de préférences pour 1 à 4 candidats (nombre maximum variant suivant le nombre de sièges de la circonscription). Le nombre de préférences obtenues modifie l'ordre d'affectation des sièges au sein de chaque liste.
L'âge minimal pour se présenter à la députation est 25 ans.

On compte pour ce scrutin 9,8 millions d'électeurs.

### Après le résultat du scrutin
Si le parti arrivé en tête n'obtient pas la majorité absolue de 151 députés, le président de la République, Károlos Papoúlias, confiera au chef du parti arrivé en tête un «  mandat exploratoire » d'une durée de 3 jours afin que ce dernier puisse trouver une coalition à hauteur d'au moins 151 députés au total.
En cas d'échec, le président de la République confiera au chef du parti arrivé en second un «  mandat exploratoire » d'une durée de 3 jours afin de trouver une coalition majoritaire.
En cas de nouvel d'échec, le président de la République confiera au chef du parti arrivé en troisième un troisième «  mandat exploratoire » toujours d'une durée de trois jours afin de trouver une coalition majoritaire.
Le président de la République peut également convaincre les partis de former une grande coalition nationale.
En cas d'impasse, de nouvelles élections législatives pourraient avoir lieu en mars 2015.

## Forces en présence
Sur 36 partis politiques se présentant, 32 sont in fine autorisés à participer à ces élections par la Cour suprême (un parti devant pour ce faire changer de nom : les « Tyrannicides »).
Les principaux partis politiques participant à ces élections sont :
| Parti | Parti                                         | Idéologie              | Chef de file              | Résultats en mai 2012 | Résultats en juin 2012 |
| ----- | --------------------------------------------- | ---------------------- | ------------------------- | --------------------- | ---------------------- |
|       | Nouvelle Démocratie (ND)                      | Libéral-conservatisme  | Antónis Samarás           | 21,40 % (108 sièges)  | 29,66 % (129 sièges)   |
|       | Coalition de la gauche radicale (SYRIZA)      | Gauche antilibérale    | Aléxis Tsípras            | 16,78 % (52 sièges)   | 26,89 % (71 sièges)    |
|       | Mouvement socialiste panhellénique (PASOK)    | Social-démocratie      | Evángelos Venizélos       | 13,18 % (41 sièges)   | 12,28 % (33 sièges)    |
|       | Grecs indépendants (ANEL)                     | National-conservatisme | Pános Kamménos            | 10,61 % (33 sièges)   | 7,51 % (20 sièges)     |
|       | Aube dorée (XA)                               | Ultranationalisme      | Nikólaos Michaloliákos    | 6,97 % (21 sièges)    | 6,92 % (18 sièges)     |
|       | Gauche démocrate (DIMAR)                      | Social-démocratie      | Fótis Kouvélis            | 6,11 % (19 sièges)    | 6,25 % (17 sièges)     |
|       | Parti communiste de Grèce (KKE)               | Communisme             | Dimítris Koutsoúmbas      | 8,48 % (26 sièges)    | 4,5 % (12 sièges)      |
|       | Recréer la Grèce (DX)                         | Libéralisme économique | Thanos Tzimeros (el)      | 2,15 %                | 1,59 %                 |
|       | Alerte populaire orthodoxe (LAOS)             | Nationalisme           | Giórgos Karatzaféris (el) | 2,90 %                | 1,58 %                 |
|       | Verts écologistes (OP)                        | Écologie politique     | Direction collégiale      | 2,93 %                | 0,88 %                 |
|       | La Rivière (To Potámi)                        | Social-libéralisme     | Stávros Theodorákis       | N/A                   | N/A                    |
|       | Mouvement des socialistes démocrates (KIDISO) | Social-démocratie      | Giórgos Papandréou        | N/A                   | N/A                    |

- le Mouvement socialiste panhellénique (PASOK) est un parti social-démocrate modéré. Le PASOK avait alors obtenu 13,18 % et 41 sièges en mai 2012, 12,28 % des suffrages exprimés et 33 sièges en juin suivant. Son président est Evángelos Venizélos ;
- le Mouvement des socialistes démocrates (KIDISO) est une dissidence du PASOK fondée le 3 janvier 2015 par Giórgos Papandréou ;
- la Nouvelle Démocratie (ND) est un parti conservateur qui dirige le gouvernement depuis juin 2012. La ND vaincu le PASOK en 2012, obtenant 21,40 % et 108 sièges en mai 2012 29,66 % et 129 sièges en juin. La ND participe au gouvernement d'union nationale mis en place en novembre 2011 en alliance avec le PASOK et le LAOS. À l'époque, cette participation avait été conditionnée à l'organisation d'élections anticipées. Son président est l'actuel chef du gouvernement Antónis Samarás ;
- le Parti communiste de Grèce (KKE) est un parti d’obédience marxiste-léniniste et eurosceptique, très présent dans les mouvements sociaux. Le KKE avait obtenu 8,48 % et 26 sièges en mai 2012 4,5 % des voix et 12 sièges lors du scrutin de juin. Son secrétaire général est Dimítris Koutsoúmbas ;
- l’Alerte populaire orthodoxe (LAOS) est un parti nationaliste et conservateur qui avait perdu tous ses sièges lors des élections de 2012 avec 2,90 % en mai puis 1,58 % en juin. Son président est Geórgios Karatzaféris (el).
- la Coalition de la gauche radicale (SYRIZA) est une alliance de plusieurs partis allant de la gauche antilibérale à l'extrême gauche, dont la principale composante est Synaspismós. Après avoir obtenu 16,78 % et 52 sièges lors des élections législatives de mai 2012, la SYRIZA obtint 26,89 % des voix et 71 sièges lors des élections législatives de juin 2012. Cette coalition est rejointe par des membres exclus du PASOK comme Sofía Sakoráfa. Son président est Aléxis Tsípras ;
- la Gauche démocrate (DIMAR) provient d'une scission du courant modéré de SYRIZA, en désaccord avec l'orientation jugée trop radicale de leur mouvement avec le PASOK. Lors des élections législatives de 2012, ce parti obtint 6,11 % et 19 sièges en mai 2012 puis 6,25 % et 17 sièges en juin suivant. Son président est Fótis Kouvélis ;
- les Grecs indépendants (ANEL) sont un parti souverainiste et eurosceptique, issu d'une scission de la ND. Ils ont obtenu 10,61 % et 33 sièges en mai 2012 puis 7,51 % et 20 sièges. Son président est Pános Kamménos;
- l’Aube dorée (XA) est un parti ultranationaliste et néonazi, fondé en 1993, qui a connu ses premiers succès électoraux lors des élections municipales de 2010 à Athènes, en obtenant un député au conseil municipal. En 2012, ils ont obtenu 6,97 % et 21 sièges en mai puis 6,92 % des voix et 18 sièges en juin. Son secrétaire général est Nikólaos Michaloliákos. Il est actuellement en prison, ainsi que la moitié des députés, dans le cadre de l'instruction pour « constitution et direction d'organisation criminelle »[18].
- Recréer la Grèce (DX) de Thanos Tzimeros (el), les Verts écologistes (OP) et To Potámi de Stávros Theodorákis n'ont aucun député à la Vouli.

Les principaux chefs de partis
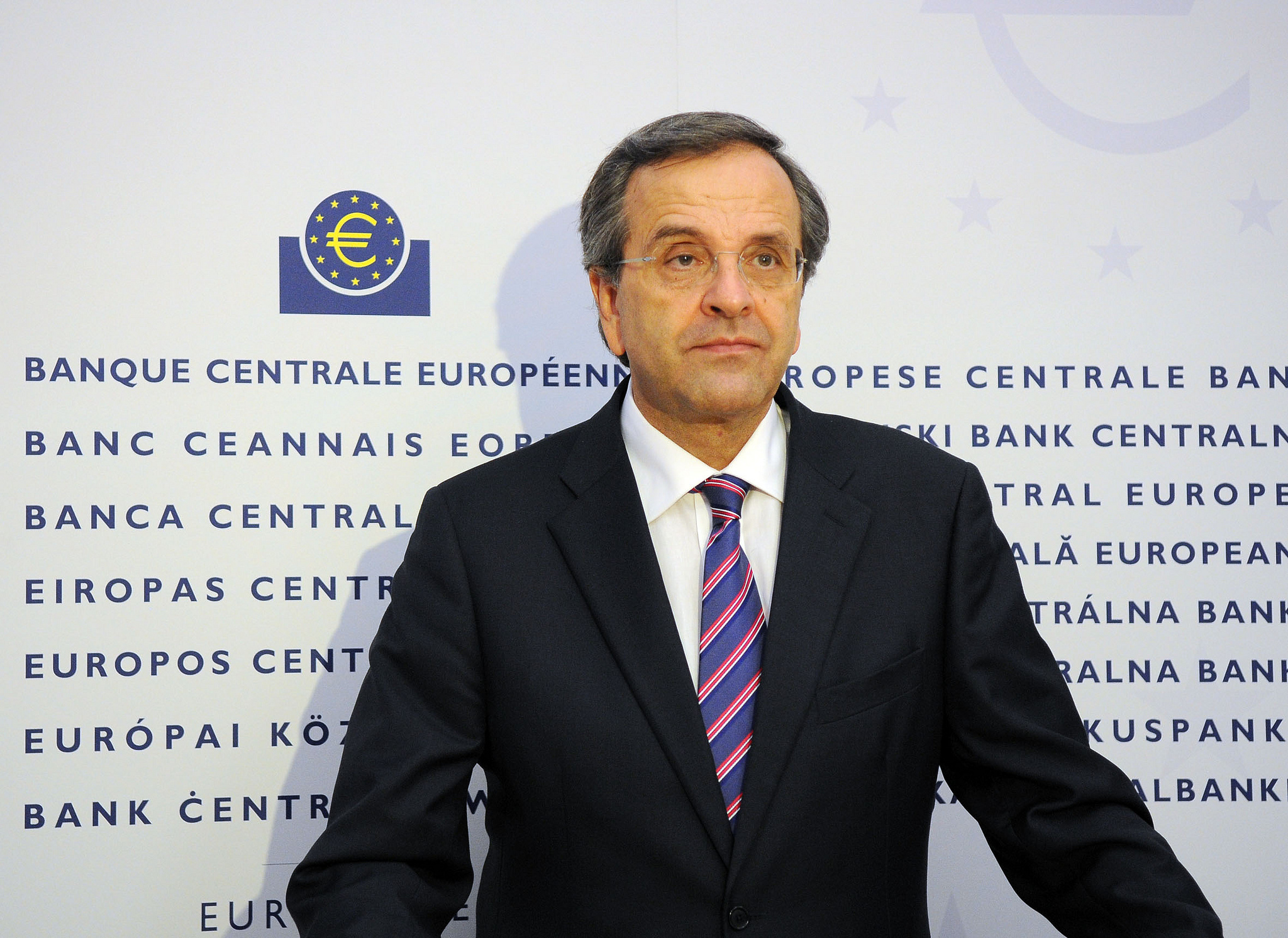
Antónis Samarás, président de Nouvelle Démocratie (ND) et alors chef du gouvernement grec.
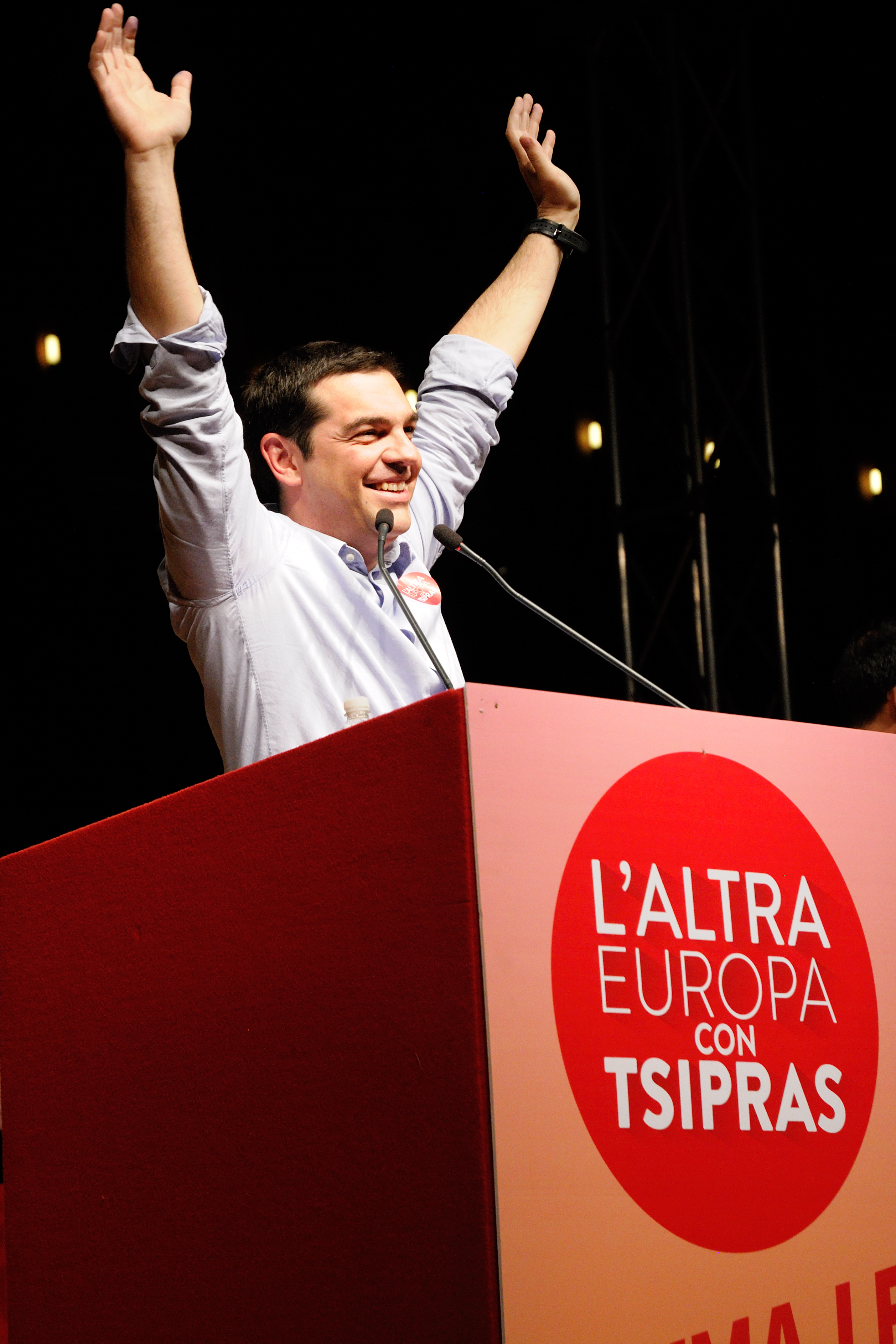
Aléxis Tsípras, président de SYRIZA.
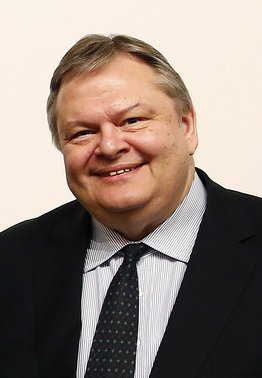
Evángelos Venizélos, président de PASOK.
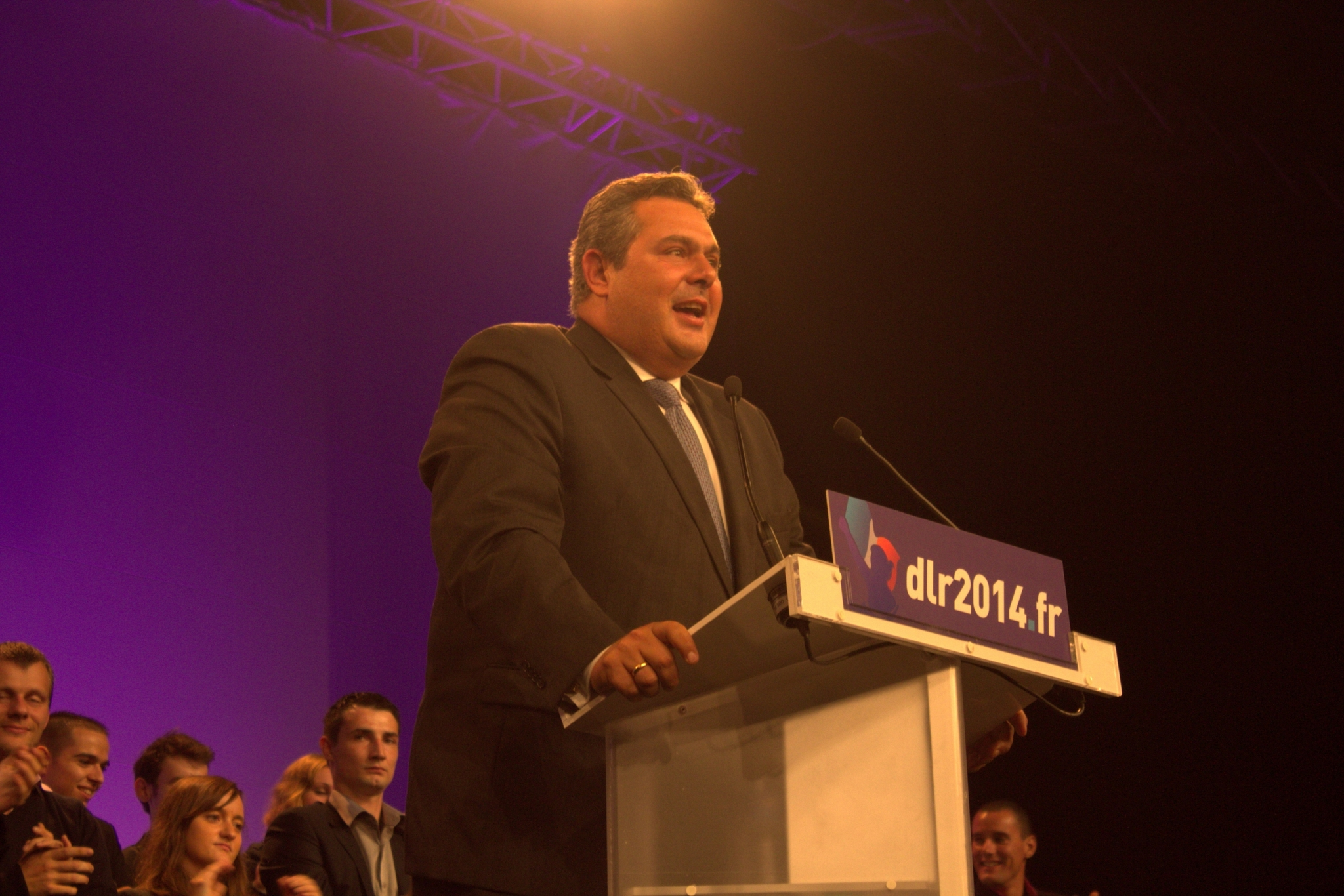
Pános Kamménos, président des Grecs indépendants (Anel).
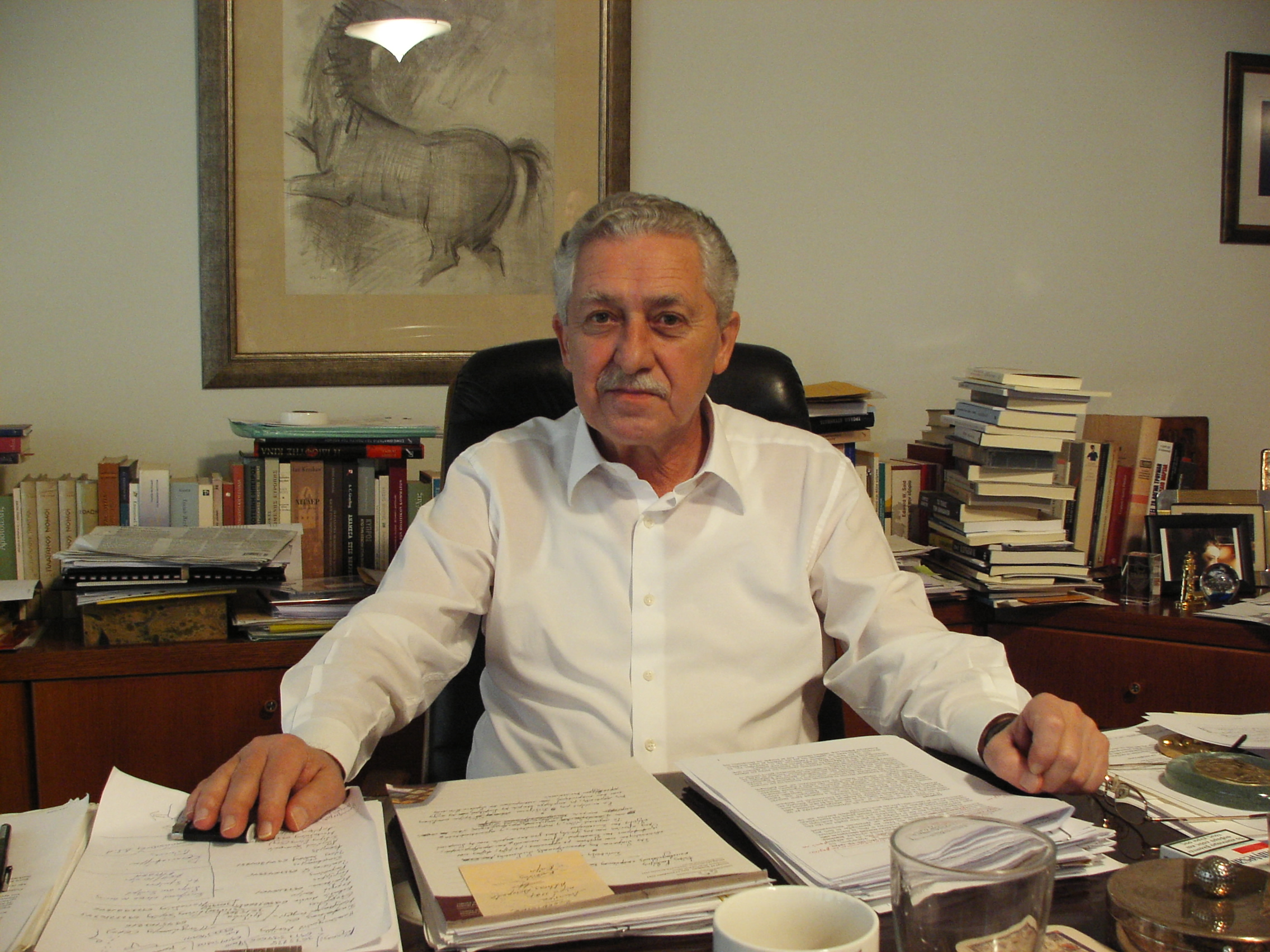
Fótis Kouvélis, président de la Gauche démocrate (Dimar).
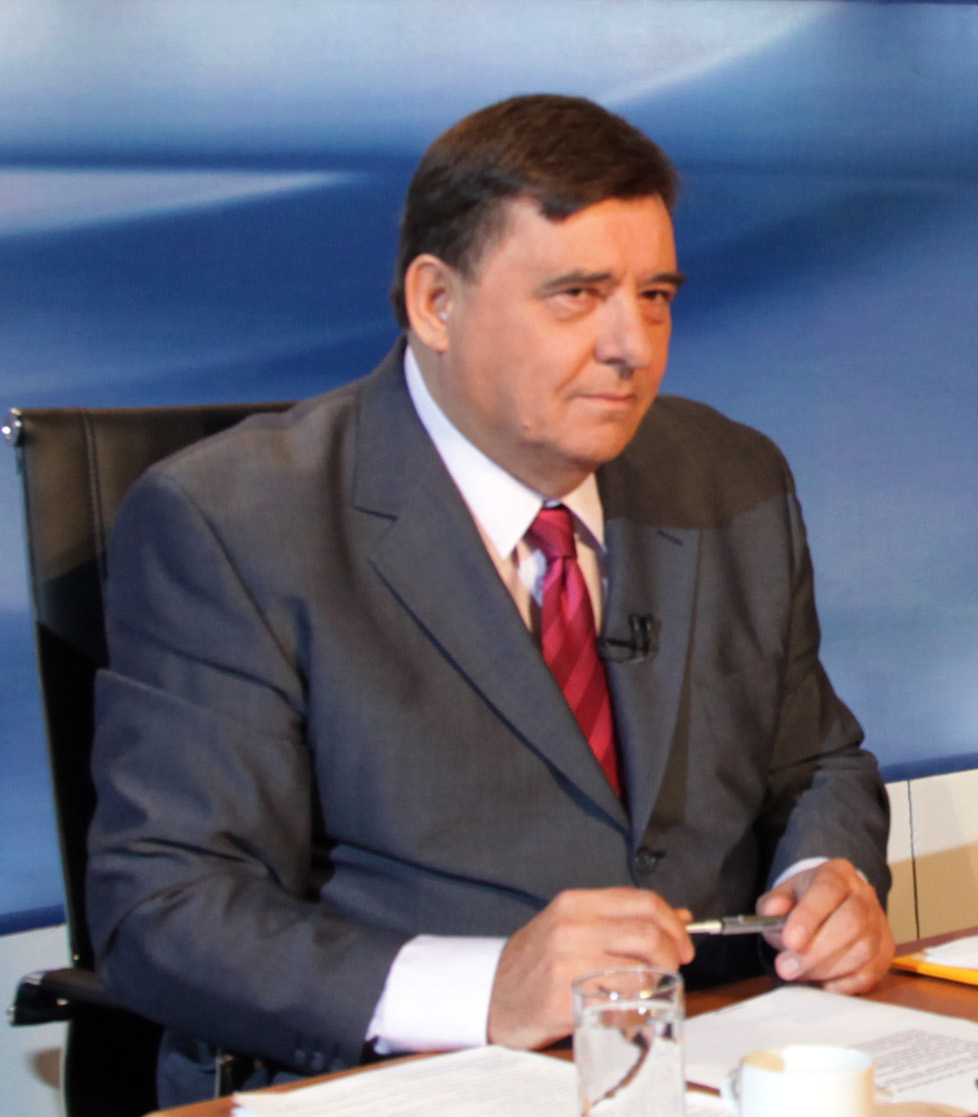
Georgios Karatzaferis (el), président d'Alerte populaire orthodoxe (Laos).
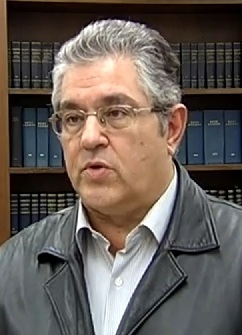
Dimítris Koutsoúmbas, secrétaire général du Parti communiste de Grèce (KKE).

## Campagne électorale
Une enquête d’opinion réalisée juste avant le premier tour de l'élection présidentielle du 17 décembre 2014 indique qu'en cas d'élections législatives, la coalition SYRIZA emmenée par Aléxis Tsípras remporterait de 34,5 % des voix devançant Nouvelle Démocratie actuellement au pouvoir, à 27 % puis To Potámi à 6,5 %, Aube dorée également à 6,5 %, les socialistes du PASOK, également dans la coalition actuellement au pouvoir, crédités de 4,5 %.
Après la fin du 3e tour de scrutin pour l'élection du président de la République Aléxis Tsípras s'exprime sur ce vote : « Le gouvernement Samaras qui a dévasté la société grecque appartient maintenant au passé ». Continuant son discours il indique : « Ce 29 décembre est un jour historique pour la démocratie grecque […] Malgré les pressions, les députés grecs, les partis d’opposition et la grande majorité du peuple ont décidé de mettre un terme aux politiques des mémorandums et d'austérité… Par la volonté du peuple, dans quelques jours, les mémorandums de l'austérité appartiendront également au passé… et maintenant relevons-nous les manches! »
Dès le début de la campagne législative, le président de la Commission européenne Jean-Claude Juncker (PPE) et le Commissaire européen aux affaires économiques et monétaires Pierre Moscovici (PSE) ont marqué publiquement une préférence pour le gouvernement sortant,.
La dramatisation de cette élection anticipée, voulue par Antónis Samarás, le Premier ministre grec, et en particulier l'ingérence de l'Union européenne dans cette élection a été qualifiée « de provocation pour le pays » par Pános Skourlétis, porte-parole du SYRIZA.
Deux camps s'opposent selon le quotidien I Kathimeriní :
- « Le camp de la peur », prédisant le chaos en cas de victoire de SYRIZA[23],[24], composé de « ceux qui pensent que la Grèce ne peut pas se passer de l'Europe, et que le pays doit continuer la cure d'austérité imposée[25]. »
- « Le camp de la colère », qui veut « punir le gouvernement pour la hausse des taxes, et sa politique politicienne de petits arrangements[25] » composé principalement de jeunes grecs et d'une partie de la population grecque qui est, ou se sent exclue[26],[27].

Si le gouvernement espagnol Rajoy soutient le gouvernement Samarás, le parti d'opposition Podemos, favori dans les sondages des élections générales prévues en novembre en Espagne, soutient SYRIZA ; SYRIZA a également en France le soutien du Front de gauche, d'Europe Écologie Les Verts, du Front national, de Nouvelle Donne, des socialistes frondeurs, des dirigeants du Nouveau Parti anticapitaliste, des syndicalistes et des altermondialistes.
Le PASOK indique, la veille des élections, qu'il est prêt à soutenir un gouvernement de SYRIZA.

### Intentions de vote

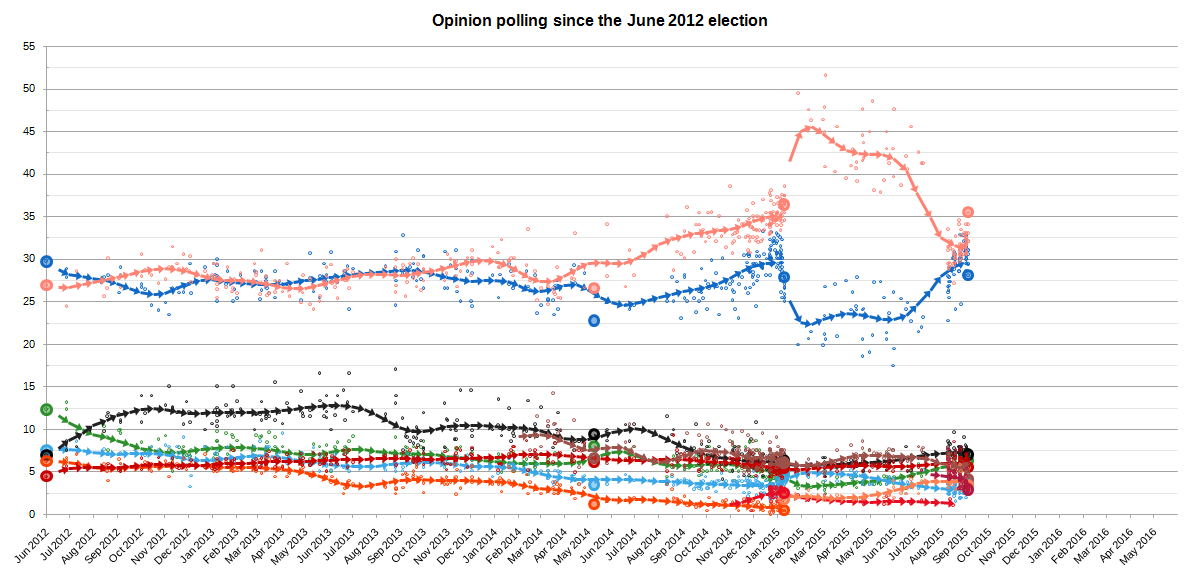
Tendance des résultats de sondage par moyenne mobile sur 15 jours, de juin 2012 à aujourd'hui.

- ND
- SYRIZA
- PASOK
- ANEL
- XA
- DIMAR
- KKE
- To Potámi
- KIDISO

## Résultats

Résultats détaillés par circonscriptions

|                        |                                                   |           |       |      |        |               |  |  |  |  |  |  |  |  |
| Parti                  | Parti                                             | Voix      | %     | +/-  | Sièges | +/-           |  |  |  |  |  |  |  |  |
|                        | Coalition de la gauche radicale (SYRIZA) (av. OP) | 2 245 978 | 36,34 | 8,57 | 149    | 78            |  |  |  |  |  |  |  |  |
|                        | Nouvelle Démocratie (ND)                          | 1 718 694 | 27,81 | 1,85 | 76     | 53            |  |  |  |  |  |  |  |  |
|                        | Aube dorée (XA)                                   | 388 387   | 6,28  | 0,64 | 17     | 1             |  |  |  |  |  |  |  |  |
|                        | La Rivière (Potami) (av. Drassi)                  | 373 924   | 6,05  | Nv.  | 17     | 17            |  |  |  |  |  |  |  |  |
|                        | Parti communiste de Grèce (KKE)                   | 338 188   | 5,47  | 0,97 | 15     | 3             |  |  |  |  |  |  |  |  |
|                        | Grecs indépendants (ANEL)                         | 293 683   | 4,75  | 2,76 | 13     | 7             |  |  |  |  |  |  |  |  |
|                        | Mouvement socialiste panhellénique (PASOK)        | 289 469   | 4,68  | 7,60 | 13     | 20            |  |  |  |  |  |  |  |  |
|                        | Mouvement des socialistes démocrates (Kinima)     | 152 557   | 2,47  | Nv.  | 0      | en stagnation |  |  |  |  |  |  |  |  |
|                        | Union des centristes (EK)                         | 110 923   | 1,79  | 1,51 | 0      | en stagnation |  |  |  |  |  |  |  |  |
|                        | Teleia (en)                                       | 109 500   | 1,77  | Nv.  | 0      | en stagnation |  |  |  |  |  |  |  |  |
|                        | Alerte populaire orthodoxe (LAOS)                 | 63 669    | 1,03  | 0,55 | 0      | en stagnation |  |  |  |  |  |  |  |  |
|                        | Antarsya                                          | 39 497    | 0,64  | 0,31 | 0      | en stagnation |  |  |  |  |  |  |  |  |
|                        | Liste commune DIMAR-Prasinoi (en)                 | 29 820    | 0,48  | 5,77 | 0      | 17            |  |  |  |  |  |  |  |  |
|                        | Autres partis                                     | 26 583    | 0,43  | –    | 0      | –             |  |  |  |  |  |  |  |  |
|                        |                                                   |           |       |      |        |               |  |  |  |  |  |  |  |  |
| Suffrages exprimés     | Suffrages exprimés                                | 6 180 872 | 97,64 |      |        |               |  |  |  |  |  |  |  |  |
| Votes blancs et nuls   | Votes blancs et nuls                              | 149 484   | 2,36  |      |        |               |  |  |  |  |  |  |  |  |
| Total                  | Total                                             | 6 300 356 | 100   | –    | 300    | en stagnation |  |  |  |  |  |  |  |  |
| Abstention             | Abstention                                        | 3 619 328 | 36,38 |      |        |               |  |  |  |  |  |  |  |  |
| Inscrits/Participation | Inscrits/Participation                            | 9 949 684 | 63,62 |      |        |               |  |  |  |  |  |  |  |  |

## Analyse
Avec 36,34 % des voix et 149 députés sur 300, ratant la majorité absolue de deux sièges, la victoire du parti anti-austérité SYRIZA, est presque totale.
En étant devancé de plus de 8,5 %, ce vote est un désaveu cinglant pour le parti du Premier ministre sortant, Antónis Samarás, mais également pour le PASOK, parti de gauche historique du paysage politique grec avec lequel il a gouverné depuis juin 2012, qui n'obtient que 4,68 % des voix et 13 députés.
La stratégie de la peur ne s'est pas avérée payante pour le parti au pouvoir qui marque un net recul de 6,23 % et 76 sièges au lieu de 129.
Malgré une légère baisse d'audience, Aube dorée devient le 3e parti politique de Grèce en obtenant 6,28 % et 17 sièges.
Malgré une grosse baisse d'audience de 36,82 %, le parti de droite souverainiste des Grecs indépendants, opposé aux mesures d'austérité obtient avec 4,75 %, 13 députés, et entre dans le gouvernement Tsípras I.
Le parti de centre gauche To Potámi est l'autre vainqueur de cette élection, qui avec 6,05 % obtient 17 sièges pour sa première participation.
L'autre grand perdant de cette élection est le parti Gauche démocrate qui ne recueille que 0,49 % des voix et n'est plus représenté à la Vouli.